# 巴特尔斯
巴特尔斯（德語：Bartels，Barthels）可以指：

## 人名
- 埃德·巴特尔斯（英語：Edward John Bartels，1925年10月8日－2007年11月4日），前美国篮球运动员。
- 沃尔夫冈·巴特尔斯 (高山滑雪运动员)（德語：Wolfgang Bartels，1940年7月14日－2007年2月6日），德国男性高山滑雪运动员。
- [[沃尔夫冈·巴特尔斯 （德語：Wolfgang Barthels，1940年11月23日－），德国男子足球运动员。

|  | 本页或本分段罗列了姓氏为「K」的人物。 如果是一个指代特定个人的内链将您引导到本页，請考慮修正該人物的名字以將链接指向正確的條目。 |